# Épisodes de Pretty Guardian Sailor Moon
Cette page présente le guide des épisodes de la série télévisée Pretty Guardian Sailor Moon.